# Ben Bernanke
Ben Shalom Bernanke (Augusta, 13 dicembre 1953) è un economista statunitense.
È stato il quattordicesimo presidente della Federal Reserve dal 2006 al 2014 e presidente del Comitato dei Governatori della Federal Reserve degli Stati Uniti. In precedenza ha ricoperto la carica di presidente del Comitato dei Consiglieri Economici del presidente degli Stati Uniti George W. Bush prima che lo nominasse successore di Alan Greenspan alla presidenza della FED.  È stato poi confermato dal presidente Barack Obama che in che in seguito lo ha definito "l'epitome della calma".  Nel febbraio 2014 è subentrata Janet Yellen.
Bernanke ha scritto del suo periodo come presidente della Federal Reserve nel suo libro del 2015, The Courage to Act, in cui rivelava che l'economia mondiale era arrivata sul punto di crollare nel 2007 e nel 2008. Bernanke afferma che sono stati solo gli sforzi innovativi della FED (in collaborazione con altre agenzie statunitensi e agenzie di altri governi) che hanno impedito una catastrofe economica maggiore della Grande depressione.
Ha ricevuto il Premio Nobel per l'economia nel 2022.

## Biografia
Bernanke è nato ad Augusta, in Georgia in una famiglia ebraica, ed è cresciuto in East Jefferson Street a Dillon, nella Carolina del Sud. Suo padre Filippo era un farmacista e direttore teatrale part-time. Sua madre Edna era un'insegnante di scuola elementare. Bernanke ha due fratelli più giovani. Suo fratello, Seth, è un avvocato a Charlotte, nella Carolina del Nord. Sua sorella, Sharon, è un'amministratrice di lunga data al Berklee College of Music di Boston.
I Bernanke erano una delle poche famiglie ebree a Dillon e frequentavano Ohav Shalom, una sinagoga locale; imparò l'ebraico da bambino da suo nonno materno, Harold Friedman, un hazzan professionista (leader del servizio), shochet e insegnante di ebraico. Il padre e lo zio di Bernanke possedevano e gestivano una farmacia che avevano acquistato dal nonno paterno di Bernanke, Jonas Bernanke, il quale nacque a Boryslav, in Austria-Ungheria (oggi parte dell'Ucraina), il 23 gennaio 1891. Emigrò negli Stati Uniti da Przemyśl, in Polonia, e arrivò ad Ellis Island all'età di 30 anni, il 30 giugno 1921, con sua moglie Pauline, 25 anni. Sul manifesto della nave, l'occupazione di Jonas è indicata come "impiegato" e quella di Pauline come "medico".
La famiglia si trasferì a Dillon da New York negli anni quaranta.  La madre di Bernanke ha lasciato il lavoro di insegnante quando è nato suo figlio e ha lavorato presso la farmacia di famiglia. Anche Ben Bernanke vi ha lavorato a volte.

## Presidente della Federal Reserve
Il 1º febbraio 2006, Bernanke ha iniziato un mandato di quattordici anni come membro del consiglio dei governatori della Federal Reserve e un mandato di quattro anni come presidente (dopo essere stato nominato dal presidente Georg W. Bush alla fine del 2005). In virtù della sua presidenza, ha fatto parte del Financial Stability Oversight Board che sovrintende al Troubled Asset Relief Program. È stato anche presidente del Federal Open Market Committee, il principale organismo decisionale della politica monetaria del sistema.
I suoi primi mesi come presidente della Federal Reserve furono segnati da difficoltà di comunicazione con i media. Sostenitore di una politica della Fed più trasparente e di dichiarazioni più chiare rispetto a quelle fatte da Greenspan, ha dovuto rinunciare alla sua idea iniziale di stabilire obiettivi di inflazione più chiari poiché tali dichiarazioni tendevano a influenzare il mercato azionario. Maria Bartiromo ha rivelato alla CNBC i commenti della loro conversazione privata alla cena dell'Associazione dei corrispondenti della Casa Bianca: secondo Bernanke gli investitori avevano interpretato erroneamente i suoi commenti come se indicassero che era "accomodante" sull'inflazione. È stato aspramente criticato per aver rilasciato dichiarazioni pubbliche sulla direzione della Fed, che secondo lui era un "errore di giudizio".

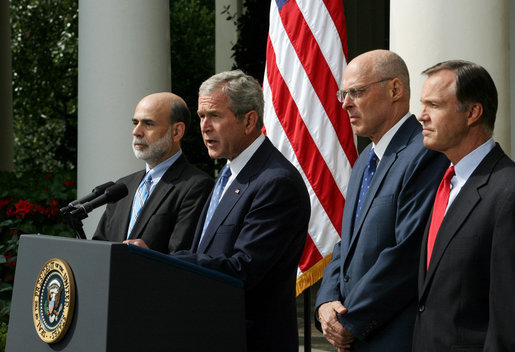
Bernanke (a sinistra) nel settembre 2008 mentre il presidente Bush parla di economia

Il 25 agosto 2009 il presidente Barack Obama ha confermato la nomina di Bernanke come presidente della FED fino al 2014. Sempre nel 2009 è stato eletto Persona dell'anno 2009 dalla rivista Time. Nel 2011 è inoltre comparso nella classifica dei dieci ebrei più influenti del mondo stilata dallo staff del Jerusalem Post.

### Crisi finanziaria del 2007-2008
Con l’aggravarsi della Grande Recessione, Bernanke ha supervisionato alcune misure non ortodosse. Sotto la sua guida, la Fed ha abbassato il tasso di interesse sui fondi dal 5,25% allo 0,0% in meno di un anno. Quando ciò venne considerato insufficiente per alleviare la crisi di liquidità, la Fed avviò un allentamento quantitativo, creando 1.300 miliardi di dollari dal novembre 2008 al giugno 2010 e utilizzando il denaro creato per acquistare attività finanziarie dalle banche e dal governo.

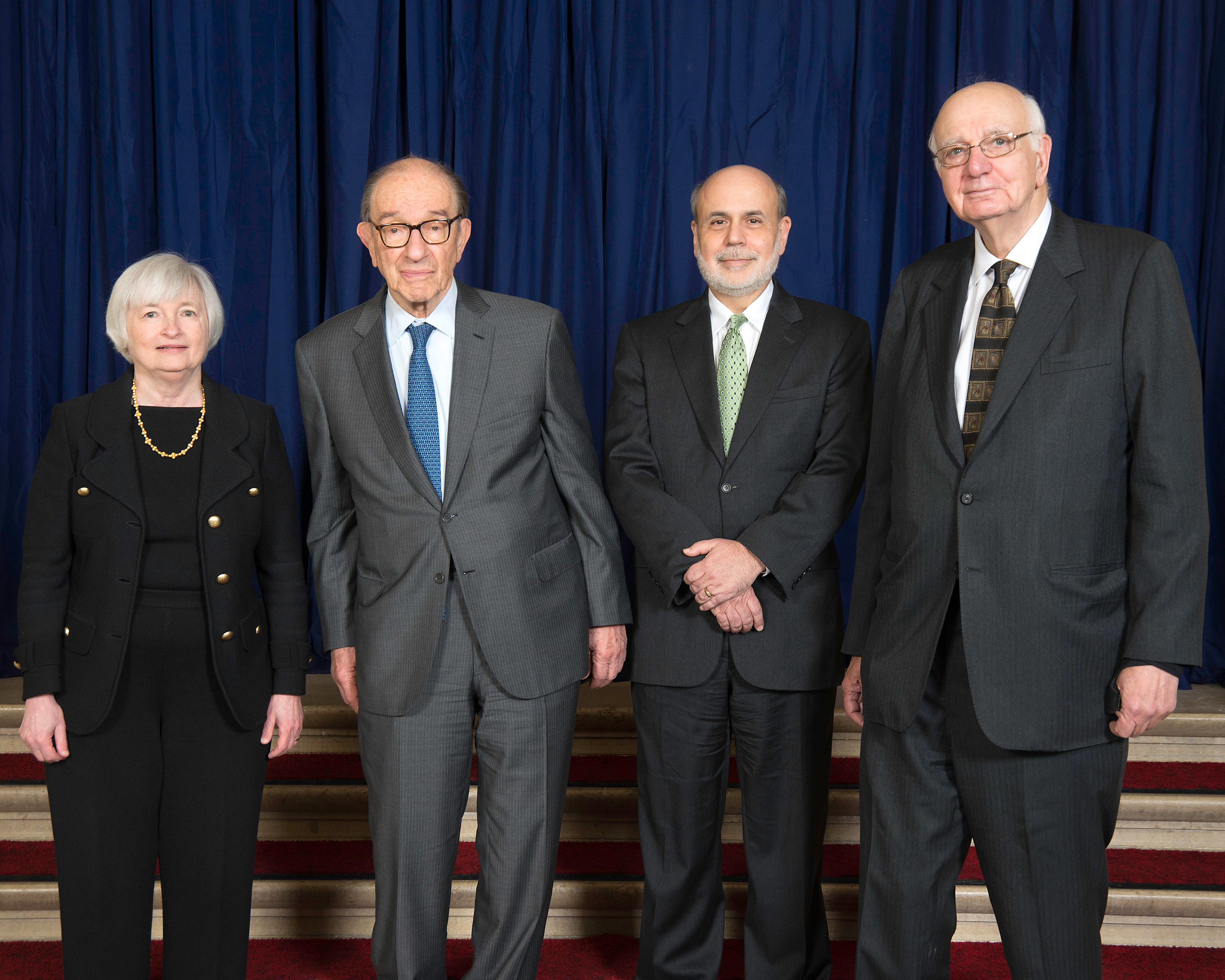
Da sinistra a destra: Janet Yellen, Alan Greenspan, Ben Bernanke, e Paul Volcker, 1º maggio 2014

Bernanke risponde alle domande nel 2013 alla conferenza stampa del FOMC
Il 25 agosto 2009, il presidente Obama annunciò che avrebbe nominato Bernanke per un secondo mandato come presidente della Federal Reserve. In una breve dichiarazione su Martha's Vineyard, con Bernanke al suo fianco, Obama ha detto che il background, il temperamento, il coraggio e la creatività di Bernanke hanno contribuito a prevenire un'altra Grande Depressione nel 2008. Quando le udienze della Commissione bancaria del Senato sulla sua nomina sono iniziate il 3 dicembre 2009, diversi senatori di entrambi i partiti hanno indicato che non avrebbero sostenuto un secondo mandato.
Tuttavia, Bernanke fu confermato per un secondo mandato come presidente il 28 gennaio 2010, con un voto di 70-30 dell'intero Senato, il margine più ristretto, all'epoca, per qualsiasi occupante della carica. Il Senato ha inizialmente votato 77-23 per porre fine al dibattito, Bernanke ha ottenuto più dei 60 voti di approvazione necessari per superare la possibilità di un ostruzionismo. In una seconda votazione per confermare, i 30 dissidenti erano 11 democratici, 18 repubblicani e un indipendente.]
A Bernanke successe come presidente della Federal Reserve Janet Yellen, la prima donna a ricoprire la carica. Yellen è stata nominata il 9 ottobre 2013 dal presidente Obama e confermata dal Senato degli Stati Uniti il 6 gennaio 2014.

## Parere sul disavanzo commerciale e sulla zona euro
Egli sostiene che il disavanzo commerciale dei paesi dell'area dell'euro li stia distruggendo: "Gli squilibri persistenti sono malsani perché provocano squilibri finanziari e una crescita squilibrata". Scrive che "l'eccedenza commerciale della Germania è un problema"; "Il fatto che la Germania venda molto di più di quanto non acquisti, distoglie la domanda dai suoi vicini (nonché dagli altri paesi del mondo), il che riduce la produzione e l'occupazione al di fuori della Germania."

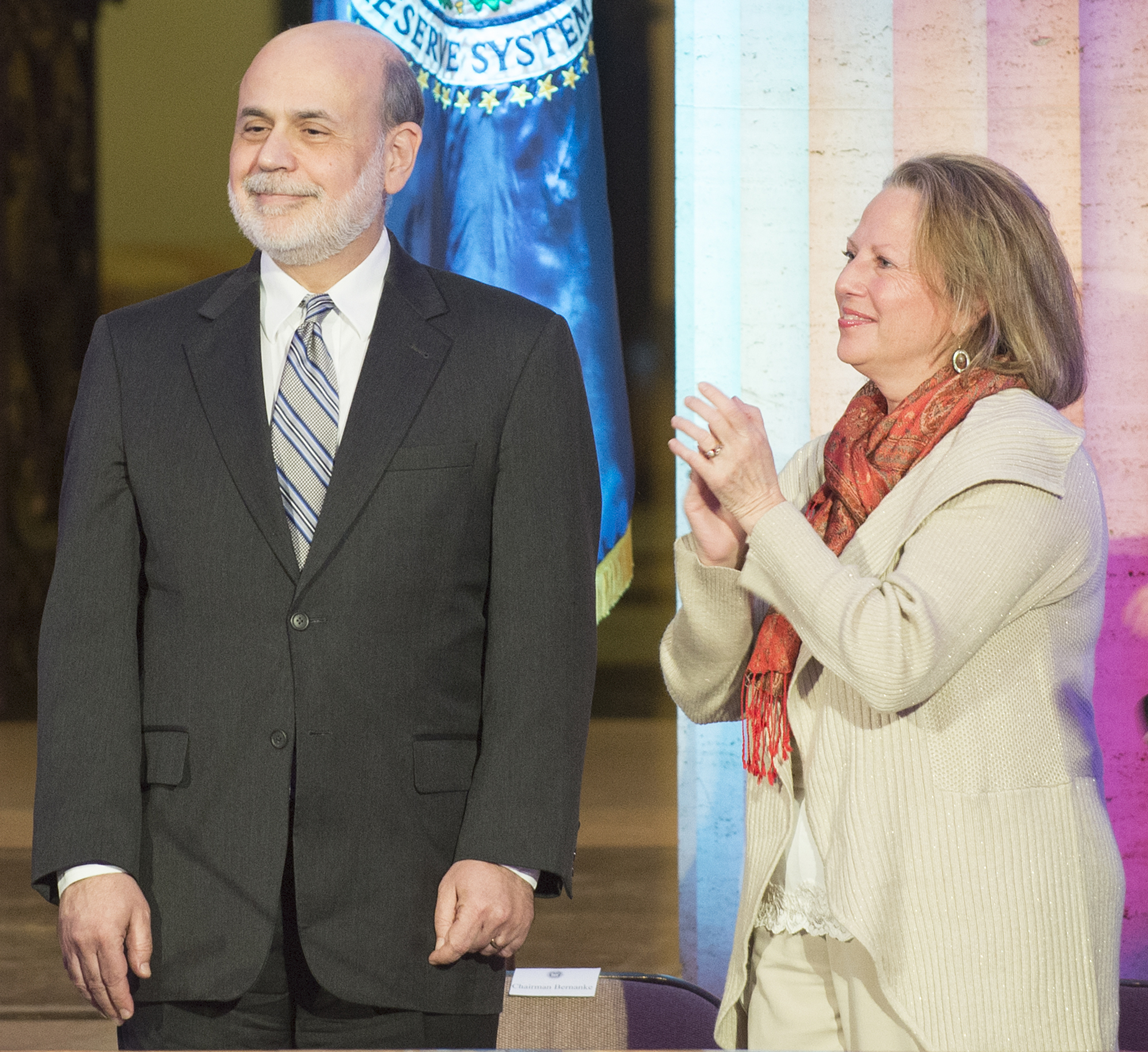
Ben e Anna Bernanke

## Vita privata
Bernanke ha incontrato sua moglie Anna, un'insegnante, ad un appuntamento al buio. I Bernanke hanno due figli, Joel e Alyssa. È un fan accanito della squadra di baseball dei Washington Nationals e frequenta spesso le partite al Nationals Park.